# Guilty as Charged
Pour plus de détails, voir Fiche technique et Distribution.
Guilty as Charged est une comédie américaine réalisée par Sam Irvin, sortie en 1991.

## Synopsis
Kallin est un adepte de l'auto-justice qu'il pratique avec son mentor Aloysius. Il capture des personnes qu'il considère comme mauvaises et qu'il exécute sur sa chaise électrique qu'il a construite lui-même…

## Fiche technique
- Titre : Guilty as Charged
- Titre original : Guilty as Charged
- Réalisation : Sam Irvin
- Scénario : Charles Gale
- Production : Randolph Gale, Adam Moos, Paul Colichman, Miles A. Copeland III, Harold Welb
- Musique : Steve Bartek
- Photographie : Richard Michalak
- Montage : Kevin Tent
- Direction artistique : Byrnadette DiSanto
- Chef décorateur : Ian Hardy, Pascale Vaquette
- Costumes : Madeline Ann Kozlowski
- Pays d'origine : États-Unis
- Langue : anglais
- Genre : comédie/thriller
- Durée : 95 minutes

## Distribution
- Rod Steiger : Kallin
- Lauren Hutton : Liz
- Heather Graham : Kimberly
- Lyman Ward : Stanford
- Isaac Hayes : Aloysius
- Zelda Rubinstein : Edna
- Michael Beach : Hamilton
- Mitch Pileggi : Dominique
- Michael Talbott : Sparrow
- Steve Vinovich : Slumlord
- Sam Irvin : inspecteur vétérinaire (non crédité)

## Distinctions

### Nomination
- Saturn Award 1992 : 
  - Meilleur scénario (Charles Gale)
  - Meilleure musique (Steve Bartek)